# Universidad O&M FC
La Universidad O&M FC es un club de fútbol profesional de la República Dominicana con sede en la ciudad de Santo Domingo y representa a la Universidad Dominicana O&M. Actualmente el club participa en la Liga Dominicana de Fútbol, siendo esta la primera universidad en incursionar en el deporte profesional dominicano.

## Palmarés

### Títulos nacionales
| Competición Nacional            | Títulos | Subtítulos |
| ------------------------------- | ------- | ---------- |
| Liga Dominicana de Fútbol (1/1) | 2020    | 2024       |
| Copa Dominicana de Fútbol (0/2) |         | 2015, 2016 |

## Participaciones internacionales
- Campeonato de Clubes de la CFU: 1 participación

Campeonato de Clubes de la CFU 2021 - Fase de grupos
- CFU Club Shield: 1 participación

Concacaf Caribbean Club Shield 2023 - Fase de grupos

## Entrenadores
| Entrenador        | Período       |
| ----------------- | ------------- |
| Chemaly Stelin    | 2009 - 2015   |
| Martín Arriola    | 2016          |
| Fabrizio Pugliese | 2016          |
| Adalberto Herasme | 2017          |
| Amleto Bonaccorso | 2018          |
| Ronald Batista    | 2019 - 2020   |
| Rufino Sotolongo  | 2021-2022     |
| Daniel Lanata     | 2023          |
| José Aparicio     | 2023-presente |